# 白浜大浜海水浴場

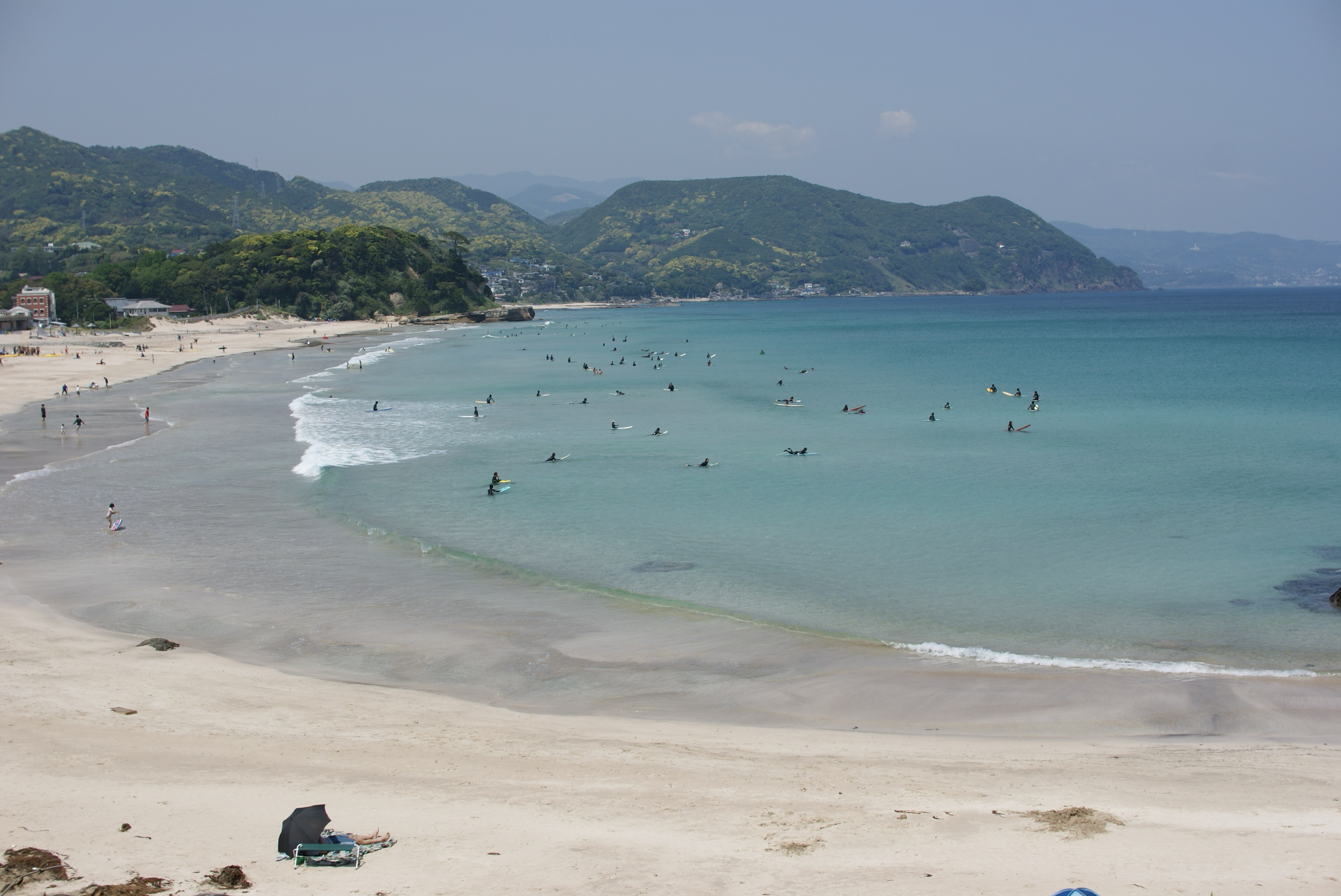
白浜大浜海水浴場

白浜大浜海水浴場（しらはまおおはまかいすいよくじょう）は、静岡県下田市にある9つの海水浴場の一つ。

## 概要
白浜海岸は白浜神社を境に、北が中央海岸、南は白浜大浜と呼ばれており、その南の部分が白浜大浜海水浴場となっている。賑やかで若者が多く、南北約800mの砂浜は伊豆半島最大であり、透明感溢れるその水質や美しい白砂から全国から海水浴客やサーファーが来る伊豆を代表する浜辺である。
2021年までに、違法行為を繰り返す貸パラソル業者の存在が目立つようになり、みかじめ料の支払いを通じて暴力団の資金源になっていると見られた。
2022年には下田市などが民間の警備会社を雇い違法行為を行う業者の排除に着手。これに対抗するために暴力団側がパラソルの貸し出しを行っていた市民に圧力をかけたことで、後に暴力団組長らが警察に逮捕される出来事があった。

## 交通
- 伊豆急行線伊豆急下田駅9番乗り場、白浜海岸・レスポ白浜経由板戸一色行、レスポ白浜下車(約30分毎)